# جون هارت (عالم بيئة)
جون هارت (بالإنجليزية: John Harte)‏ هو عالم بيئة أمريكي، ولد في 8 يوليو 1939.